# Persone di cognome Parker
| Questa pagina contiene informazioni ricavate automaticamente dalle voci biografiche con l'ausilio del template Bio e di un bot. L'aggiornamento è periodico e automatico e ricostruisce completamente la pagina. Se manca una persona in questa lista, sei pregato di non aggiungerla, ma accertati piuttosto che la sua voce biografica contenga il template Bio e che i dati anagrafici siano correttamente compilati. Se il template Bio manca, inseriscilo tu stesso o, in alternativa, metti l'avviso {{tmp\|Bio}} che ne segnala la mancanza. Se i dati riportati sono sbagliati, correggi direttamente la voce biografica; le modifiche saranno visibili in questa lista entro pochi giorni. Per chiarimenti vedi il progetto antroponimi. La lista contiene solo le 134 persone che sono citate nell'enciclopedia e per le quali è stato implementato correttamente il template Bio. Pagina aggiornata al 23 lug 2025. |

Questa è una lista di persone presenti nell'enciclopedia che hanno il cognome Parker, suddivise per attività principale.

## Allenatori di calcio(2)
- Garry Parker, allenatore di calcio e ex calciatore inglese (Oxford, n. 1965)
- Scott Parker, allenatore di calcio e ex calciatore inglese (Londra, n. 1980)

## Ammiragli(3)
- Hyde Parker, ammiraglio britannico (Devon, n. 1739 - † 1807)
- Hyde Parker, ammiraglio britannico (Tredington, n. 1714 - † 1782)
- William Parker, I baronetto di Shenstone, ammiraglio britannico (Almington, n. 1781 - † 1866)

## Archeologi(2)
- Arthur Caswell Parker, archeologo, storico e etnologo statunitense (Riserva di Cattaragus, n. 1881 - † 1955)
- John Henry Parker, archeologo, saggista e editore inglese (Londra, n. 1806 - Oxford, † 1884)

## Architetti(1)
- Richard Barry Parker, architetto e urbanista britannico (Chesterfield, n. 1867 - Letchworth, † 1947)

## Arcivescovi anglicani(1)
- Matthew Parker, arcivescovo anglicano e teologo inglese (Norwich, n. 1504 - Lambeth, † 1575)

## Astronauti(1)
- Robert A. Parker, ex astronauta e fisico statunitense (New York, n. 1936)

## Astronomi(1)
- Eugene Parker, astronomo statunitense (Houghton, n. 1927 - Chicago, † 2022)

## Attori(10)
- Anthony Ray Parker, attore statunitense (Saginaw, n. 1958)
- Barnett Parker, attore britannico (Batley, n. 1886 - Los Angeles, † 1941)
- Cecil Parker, attore britannico (Hastings, n. 1897 - Brighton, † 1971)
- Craig Parker, attore neozelandese (Suva, n. 1970)
- Fess Parker, attore statunitense (Fort Worth, n. 1924 - Santa Ynez, † 2010)
- Jamie Parker, attore e cantante britannico (Middlesbrough, n. 1979)
- Milo Parker, attore britannico (Ipswich, n. 2002)
- Nate Parker, attore, regista e sceneggiatore statunitense (Norfolk, n. 1979)
- Nathaniel Parker, attore britannico (Londra, n. 1962)
- Willard Parker, attore statunitense (New York, n. 1912 - Rancho Mirage, † 1996)

## Attori pornografici(1)
- Al Parker, attore pornografico statunitense (Natick, n. 1952 - San Francisco, † 1992)

## Attrici(12)
- Andrea Parker, attrice e ballerina statunitense (Monterey County, n. 1970)
- Angel Parker, attrice e doppiatrice statunitense (Los Angeles, n. 1980)
- Eleanor Parker, attrice statunitense (Cedarville, n. 1922 - Palm Springs, † 2013)
- Katie Parker, attrice statunitense (Virginia, n. 1986)
- Mary-Louise Parker, attrice statunitense (Columbia, n. 1964)
- Molly Parker, attrice canadese (Maple Ridge, n. 1972)
- Nico Parker, attrice britannica (Londra, n. 2004)
- Nicole Parker, attrice, imitatrice e scrittrice statunitense (Irvine, n. 1978)
- Nicole Ari Parker, attrice statunitense (Baltimora, n. 1970)
- Paula Jai Parker, attrice statunitense (Cleveland, n. 1969)
- Sarah Jessica Parker, attrice statunitense (Nelsonville, n. 1965)
- Stephanie Parker, attrice britannica (Brighton, n. 1987 - Pontypridd, † 2009)

## Attrici pornografiche(1)
- Kay Parker, attrice pornografica britannica (Birmingham, n. 1944 - Los Angeles, † 2022)

## Avvocati(1)
- Alton Brooks Parker, avvocato e politico statunitense (Cortland, n. 1852 - New York, † 1926)

## Batteristi(1)
- Andy Parker, batterista britannico (Cheshunt, n. 1952)

## Calciatori(11)
- Alex Parker, calciatore scozzese (Irvine, n. 1935 - † 2010)
- Bernard Parker, ex calciatore sudafricano (Boksburg, n. 1986)
- Bobby Parker, calciatore e allenatore di calcio scozzese (Glasgow, n. 1891 - † 1950)
- Bobby Parker, ex calciatore inglese (Coventry, n. 1952)
- Joshua Parker, calciatore antiguo-barbudano (Slough, n. 1990)
- Paul Parker, ex calciatore e allenatore di calcio inglese (Londra, n. 1964)
- Shawn Parker, ex calciatore tedesco (Wiesbaden, n. 1993)
- Stuart John Parker, ex calciatore britannico (Preston, n. 1954)
- Stuart Kevin Parker, ex calciatore inglese (Nantwich, n. 1963)
- Tim Parker, calciatore statunitense (Hicksville, n. 1993)
- Tom Parker, calciatore e allenatore di calcio inglese (Southampton, n. 1897 - Southampton, † 1987)

## Cantanti(1)
- Tom Parker, cantante, disc jockey e personaggio televisivo inglese (Bolton, n. 1988 - † 2022)

## Cantautori(1)
- Graham Parker, cantautore britannico (Londra, n. 1950)

## Cavallerizze(1)
- Bridget Parker, cavallerizza britannica (Warendorf, n. 1939)

## Cestiste(2)
- Candace Parker, ex cestista statunitense (St. Louis, n. 1986)
- Cheyenne Parker, cestista statunitense (Queens, n. 1992)

## Cestisti(10)
- Josh Parker, cestista statunitense (Harvey, n. 1989)
- Smush Parker, ex cestista statunitense (New York, n. 1981)
- Sonny Parker, ex cestista statunitense (Chicago, n. 1955)
- Anthony Parker, ex cestista statunitense (Naperville, n. 1975)
- Eugene Parker, cestista e procuratore sportivo statunitense (Fort Wayne, n. 1956 - Fort Wayne, † 2016)
- Jabari Parker, cestista statunitense (Chicago, n. 1995)
- Jason Parker, ex cestista statunitense (Oxford, n. 1981)
- Michael Parker, cestista statunitense (Washington, n. 1981)
- Spencer Parker, ex cestista statunitense (Detroit, n. 1993)
- T.J. Parker, ex cestista e allenatore di pallacanestro francese (Valenciennes, n. 1984)

## Chitarristi(1)
- Ray Parker Jr., chitarrista, cantante e compositore statunitense (Detroit, n. 1954)

## Compositori(3)
- Horatio Parker, compositore, organista e docente statunitense (Auburndale, n. 1863 - Cedarhurst, † 1919)
- Jim Parker, compositore britannico (Hartlepool, n. 1934 - † 2023)
- John Carl Parker, compositore statunitense (n. 1926)

## Condottieri(1)
- Quanah Parker, condottiero nativo americano (n. 1845 - Cache, † 1911)

## Criminali(1)
- Butch Cassidy, criminale statunitense (Beaver, n. 1866 - San Vicente, † 1908)

## Direttori d'orchestra(1)
- Alex Parker, direttore d'orchestra, compositore e produttore teatrale inglese (n. 1991)

## Dirigenti d'azienda(1)
- Colonnello Tom Parker, manager e impresario teatrale olandese (Breda, n. 1909 - Las Vegas, † 1997)

## Disc jockey(1)
- Johnny Parker, disc jockey statunitense (Trenton)

## Disegnatori(1)
- Brant Parker, disegnatore statunitense (Los Angeles, n. 1920 - Lynchburg, † 2007)

## Drammaturghi(1)
- Louis N. Parker, drammaturgo, traduttore e compositore inglese (Luc-sur-Mer, n. 1852 - Bishopsteignton, † 1944)

## Fumettisti(1)
- Bill Parker, fumettista statunitense (East Orange, n. 1911 - New York, † 1963)

## Giocatori di football americano(7)
- Brandon Parker, giocatore di football americano statunitense (Kannapolis, n. 1995)
- Clarence Parker, giocatore di football americano e giocatore di baseball statunitense (Portsmouth, n. 1912 - Portsmouth, † 2013)
- DeVante Parker, ex giocatore di football americano statunitense (Louisville, n. 1993)
- Jim Parker, giocatore di football americano statunitense (Macon, n. 1934 - Columbia, † 2011)
- Preston Parker, giocatore di football americano statunitense (Delray Beach, n. 1987)
- Ron Parker, ex giocatore di football americano statunitense (n. 1987)
- Samie Parker, giocatore di football americano statunitense (Long Beach, n. 1981)

## Giuristi(1)
- John J. Parker, giurista e politico statunitense (Monroe, n. 1885 - Washington, † 1958)

## Imprenditrici(1)
- Annise Parker, imprenditrice e politica statunitense (Houston, n. 1956)

## Informatici(1)
- Sean Parker, informatico e imprenditore statunitense (San Francisco, n. 1979)

## Marciatori(1)
- George Parker, marciatore australiano (Leichhardt, n. 1897 - Sydney, † 1974)

## Matematici(1)
- Matt Parker, matematico, youtuber e insegnante australiano (Perth, n. 1980)

## Militari(2)
- Ely Parker, militare e politico nativo americano (Indian Falls, n. 1828 - Fairfield, † 1895)
- John Parker, militare inglese (Lexington, n. 1729 - Lexington, † 1775)

## Modelle(3)
- Easher Parker, modella britannica (Providenciales, n. 1992)
- Lu Parker, modella statunitense (Anderson, n. 1970)
- Taya Parker, modella statunitense (Marion, n. 1978)

## Multiplisti(1)
- Jack Parker, multiplista statunitense (n. 1915 - † 1964)

## Musicisti(1)
- Evan Parker, musicista e compositore britannico (Bristol, n. 1944)

## Musicologi(1)
- Roger Parker, musicologo e docente britannico (Londra, n. 1951)

## Nobili(1)
- George Parker, II conte di Macclesfield, nobile, politico e scienziato britannico († 1764)

## Nuotatori(1)
- David Parker, nuotatore britannico (Coventry, n. 1959 - Cornovaglia, † 2010)

## Pallanuotisti(1)
- John Parker, ex pallanuotista statunitense (Newport, n. 1946)

## Pastori protestanti(1)
- Theodore Parker, pastore protestante e predicatore statunitense (Lexington, n. 1810 - Firenze, † 1860)

## Piloti motociclistici(1)
- Trampas Parker, pilota motociclistico statunitense (Shreveport, n. 1967)

## Politiche(1)
- Cherelle Parker, politica e giornalista statunitense (Filadelfia, n. 1972)

## Politici(2)
- Henry Parker, politico britannico († 1752)
- Joel Parker, politico statunitense (Freehold, n. 1816 - Filadelfia, † 1888)

## Poliziotti(1)
- William H. Parker, poliziotto statunitense (Lead, n. 1905 - Los Angeles, † 1966)

## Predicatori(1)
- Daniel Parker, predicatore e politico statunitense (Contea di Culpeper, n. 1781 - Contea di Anderson, † 1844)

## Pugili(1)
- Joseph Parker, pugile neozelandese (Auckland, n. 1992)

## Rapper(3)
- KRS-One, rapper, attivista e writer statunitense (New York, n. 1965)
- MC Juice, rapper statunitense (Chicago)
- Busy Bee Starski, rapper statunitense (Baltimora, n. 1962)

## Registi(5)
- Alan Parker, regista, sceneggiatore e produttore cinematografico britannico (Londra, n. 1944 - Londra, † 2020)
- Albert Parker, regista, sceneggiatore e attore statunitense (New York, n. 1885 - Londra, † 1974)
- Lem B. Parker, regista e sceneggiatore statunitense (n. 1865 - Amarillo, † 1928)
- Oliver Parker, regista e sceneggiatore britannico (Londra, n. 1960)
- Trey Parker, regista, sceneggiatore e attore statunitense (Conifer, n. 1969)

## Rugbisti a 15(1)
- Sonny Parker, rugbista a 15 e allenatore di rugby a 15 neozelandese (Thames, n. 1977)

## Sassofonisti(1)
- Maceo Parker, sassofonista e cantante statunitense (Kinston, n. 1943)

## Sceneggiatori(2)
- Ol Parker, sceneggiatore e regista britannico (Londra, n. 1969)
- William Parker, sceneggiatore e regista cinematografico statunitense (Walla Walla, n. 1886 - New York, † 1941)

## Scenografi(1)
- Max Parker, scenografo statunitense (Prescott, n. 1882 - Torrance, † 1964)

## Scrittori(2)
- Robert B. Parker, scrittore statunitense (Springfield, n. 1932 - Cambridge, † 2010)
- T. Jefferson Parker, scrittore e giornalista statunitense (Los Angeles, n. 1953)

## Scrittrici(1)
- Dorothy Parker, scrittrice, poetessa e giornalista statunitense (Long Branch, n. 1893 - New York, † 1967)

## Storici(1)
- Geoffrey Parker, storico britannico (Nottingham, n. 1943)

## Tastieristi(1)
- Dave Parker, tastierista statunitense (n. 1978)

## Tennisti(2)
- Ernie Parker, tennista e crickettista australiano (Perth, n. 1883 - Caëstre, † 1918)
- Frank Parker, tennista statunitense (Milwaukee, n. 1916 - San Diego, † 1997)

## Teologi(1)
- Pierson Parker, teologo e biblista statunitense (Shanghai, n. 1905 - † 1995)

## Velociste(1)
- Kiara Parker, velocista statunitense (n. 1996)

## Wrestler(1)
- Angelo Parker, wrestler canadese (Niagara Falls, n. 1984)

## Senza attività specificata(5)
- Adrian Parker, ex pentatleta britannico (Croydon, n. 1951)
- Cynthia Ann Parker, statunitense (Contea di Crawford, n. 1827 - Contea di Anderson, † 1870)
- Denise Parker, ex arciera statunitense (Salt Lake City, n. 1973)
- Robert Parker, statunitense (Baltimora, n. 1947)
- Sarnya Parker, ex paraciclista australiana (Loxton, n. 1975)